# American Water Resources Association
Die American Water Resources Association (AWRA) ist der Berufsverband der Wasserwirtschaftsspezialisten der Vereinigten Staaten. 1964 gegründet, ist AWRA ein multidisziplinärer, gemeinnütziger Berufsverband, der sich der Förderung in den Bereichen der Wasserwirtschaft, Forschung und Bildung widmet. Mit mehr als 2.000 Mitgliedern ist die AWRA die führende multidisziplinäre US-Organisation auf diesem Gebiet. Zu den Mitgliedern der AWRA gehören Ingenieure, Wasserwirtschaftler, Erzieher,  Forstwirtschaftsmeister, Biologen, Ökologen, Geographen,  Hydrologen, Hydrogeologen, Rechtsanwälte und Wirtschaftswissenschaftler.